# Кубок Сомалі з футболу
Кубок Сомалі з футболу — футбольне змагання, яке щорічно проводить Федерація футболу Сомалі серед футбольних клубів Сомалі.

## Історія
Заснований 1977 року у форматі двоматчевого плей-оф (за винятком фінального матчу, який складається з 1-о поєдинку). Переможець турніру наступного сезону отримує право зіграти в Кубку конфедерації КАФ. 
У турнірі мають право взяти участь виключно ті клуби, які зареєстровані у Федерації футболу Сомалі.

## Переможці та фіналісти
| Сезон     | Переможець               | Рахунок         | Фіналіст          |             |
| --------- | ------------------------ | --------------- | ----------------- | ----------- |
| 1977      | «Лаворі Паблісі»         | –               |                   |             |
| 1978      | Не відбувся              | Не відбувся     | Не відбувся       | Не відбувся |
| 1979      | «Маріне Клаб»            | –               |                   |             |
| 1980      | «Лаворі Паблісі»         | –               |                   |             |
| 1981      | «Нешнл Прінтінг Едженсі» | –               |                   |             |
| 1982      | «Хорсід»                 | –               |                   |             |
| 1983      | «Хорсід»                 | –               |                   |             |
| 1984      | «Вакскол»                | –               |                   |             |
| 1985      | «Петролеум»              | –               |                   |             |
| 1986      | «Маріне Клаб»            | –               |                   |             |
| 1987      | «Хорсід»                 | –               |                   |             |
| 1988      | Невідомо                 | Невідомо        | Невідомо          |             |
| 1989      | «Могадішу Мунісипаліті»  | –               |                   |             |
| 1990-2000 | Не проводився            | Не проводився   | Не проводився     |             |
| 2001      | «Могадішу Мунісипаліті»  | –               |                   |             |
| 2002      | «Декадда»                | –               |                   |             |
| 2003      | «Банадір Телеком»        | –               |                   |             |
| 2004      | «Декадда»                | –               |                   |             |
| 2005      | Невідомо                 | Невідомо        | Невідомо          |             |
| 2006      | Невідомо                 | Невідомо        | Невідомо          |             |
| 2007      | «Сахафі»                 | 1 - 0           | «Декадда»         |             |
| 2008      | Невідомо                 | Невідомо        | Невідомо          |             |
| 2009      | Невідомо                 | Невідомо        | Невідомо          |             |
| 2010      | «Фейнуус»                | 0 - 0, 2 - 0    | «Декадда»         |             |
| 2011      | Невідомо                 | Невідомо        | Невідомо          |             |
| 2012      | «Банадір Телеком»        | 3 - 1           | «Бадбаадо»        |             |
| 2013      | Не відбувся              | Не відбувся     | Не відбувся       |             |
| 2014      | «Джинйо»                 | 4 - 2           | «Хіган»           |             |
| 2015      | «Хорсід»                 | 2 - 1           | «Хіган»           |             |
| 2016      | «Джинйо»                 | 2 - 2 (4-1пен.) | «Банадір Телеком» |             |
| 2017      | «Ельман»                 | 1 - 0           | «Джаммгурія ТБ»   |             |
| 2018      | «Банадір Телеком»        | 4 - 3           | «Хорсід»          |             |
| 2019      | «Хорсід»                 | 3 - 2           | «Могадішу Сіті»   |             |